# Fīn
Fīn (persiska: فین) är en ort i Iran.   Den ligger i provinsen Hormozgan, i den sydöstra delen av landet, 1 000 km söder om huvudstaden Teheran. Fīn ligger 312 meter över havet och antalet invånare är 3 532.
Terrängen runt Fīn är kuperad österut, men västerut är den platt. Runt Fīn är det ganska glesbefolkat, med 50 invånare per kvadratkilometer. Fīn är det största samhället i trakten. Trakten runt Fīn är ofruktbar med lite eller ingen växtlighet.